# 克馬德克板塊

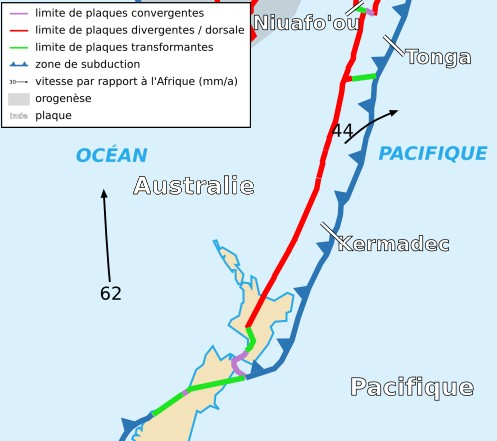
克馬德克板塊

克馬德克板塊（Kermadec Plate）是太平洋南部克馬德克海溝以西的狹長形板塊，包括紐西蘭北島和克馬德克群島，與澳洲板塊被分離板塊邊緣分隔，這個地區經常發生地震。